# Frei Paulo
Frei Paulo is een gemeente in de Braziliaanse deelstaat Sergipe. De gemeente telt 13.060 inwoners (schatting 2009).